# Laila Haidari
Laila Haidari   (Pakistan, 1978) és una activista pels drets humans i restauradora afganesa. Dirigeix Mother Camp, un centre de rehabilitació de la drogoaddicció que va fundar a Kabul (Afganistan), el 2010. També és propietària de Taj Begum, un cafè de Kabul que finança Mother Camp. A més, és la protagonista del documental Laila at the Bridge (2018).

## Biografia
Haidari va néixer en una família afganesa a Quetta (Pakistan), el 1978. Quan era una nadó, la seva família es va mudar a l'Iran com a refugiats. La van casar en un matrimoni concertat als 12 anys amb un mul·là d'uns trenta anys. Va tenir el seu primer fill als 13 anys, i en total en va tenir tres. Quan el seu marit li va permetre assistir a classes de religió, Haidari va començar a estudiar altres matèries en secret. Va obtenir un títol universitari en cinematografia. Haidari es va divorciar del seu marit quan tenia 21 anys i seguint la Xaria, els nens es van quedar amb el pare.

### Carrera professional i activisme
El 2009 Haidari es va mudar a l'Afganistan. A Kabul, va trobar el seu germà, Hakim, vivint sota el pont Pul-e-Sokhta amb centenars de persones addictes a les drogues. Motivada per la condició del seu germà i el creixent problema de les drogues a l'Afganistan, l'escassetat de refugis proporcionats pel govern per a persones addictes, el 2010 Haidari va establir un centre de rehabilitació per a drogoaddictes. El centre va ser nomenat, Mother Camp (Campament Mare), pels seus primers pacients. El centre no rep fons del govern ni ajuda estrangera; és l'únic centre privat de rehabilitació de la drogoaddicció de la ciutat.
El 2011, Haidari va obrir un restaurant, Taj Begum, a Kabul, per finançar el Mother Camp. El restaurant va destacar per estar dirigit per dones, una raresa a l'Afganistan, i per proporcionar un espai on persones casades i solteres (homes i dones) poden socialitzar juntes, un tabú cultural a la comunitat local. El restaurant dona feina a persones que vivien a Mother Camp. El restaurant de Haidari va ser assaltat per la policia moltes vegades, perquè homes i dones sopaven junts a l'espai, perquè Haidari no sempre fa servir un mocador al cap i perquè és una dona emprenedora. El 2021, el Taj Begum es va tancar quan els talibans van ocupar la capital. Haidari s'ha pronunciat en contra de la presència dels talibans a l'Afganistan i la violació dels drets de les dones al país. Va criticar el govern afganès per no incloure les dones en el procés de pau de la guerra de l'Afganistan.
Haidari és la protagonista de la pel·lícula documental, Laila at the Bridge, (2018) dirigit per Elizabeth i Gulistan Mirzaei. La pel·lícula va guanyar el premi FACT: Award a «documental de recerca» al festival de cinema CPH: DOX de Copenhaguen el 2018. També va guanyar el Premi de Justícia Social a la Pel·lícula Documental al 34è Festival Internacional de Cinema de Santa Bàrbara.
El 2019, Haidari va ser oradora convidada a l'Oslo Freedom Forum, organitzat per la Human Rights Foundation.

## Premis i reconeixements
El desembre de 2021, va ser inclosa a la llista de les 100 dones de 2021 de la BBC.